# Aéroport international Abraham González
Pour les articles homonymes, voir CJS.
L'aéroport international Abraham González (code IATA : CJS • code OACI : MMCS • code DGAC M. : CJS) est situé dans la ville de Ciudad Juárez, dans l'État du Chihuahua, au Mexique, près la frontière entre les États-Unis et le Mexique, en face de la ville d'El Paso, au Texas.

## Situation
| \| 500 km1:6 468 000 \| Acapulco Aguascalientes Huatulco Campeche Cancún Chetumal Chihuahua Ciudad · del Carmen Ciudad Juárez Ciudad · Obregón Ciudad · Victoria Colima Cozumel Culiacán Guanajuato Durango Guadalajara Hermosillo Ixtapa · Zihuatanejo La Paz San José · del Cabo Los Mochis Matamoros Mazatlán Mérida Mexicali Mexico B.J. Mexico F.A. Minatitlán Monterrey Morelia Nuevo · Laredo Oaxaca Playa · de Oro Puebla Puerto · Escondido Puerto · Vallarta Querétaro Reynosa San Luis · Potosí Tampico Tapachula Tepic Tijuana Toluca Torreón Tuxtla Gutiérrez Uruapan Veracruz Villahermosa Zacatecas |
| 500 km1:6 468 000 |

## Information
En 2014, l'aéroport a reçu 769 029 passagers, alors qu'en 2015 il a reçu 863 760 passagers selon des données publiées par le Groupe aéroportuaire Centre Nord.
Dans cette ville frontalière, l'industrie de production a établi un de ses principaux centres d'opération avec l'installation de plus de 400 industries dans les branches automobile, électronique et textile avec des investissements de pays comme Singapour, l'Allemagne, la France, les États-Unis et Taïwan.
L'aéroport a été nommé en honneur à Abraham González Casavantes, un homme politique et révolutionnaire mexicain.

## Compagnies aériennes et destinations

### Passagers
| Compagnies         | Destinations |
| ------------------ | --- |
| Aeroméxico         | En saison : Mexico-B. Juárez |
| Aeroméxico Connect | Mexico-B. Juárez, Monterrey-M. Escobedo                                                                                             |
| Interjet           | Mexico-B. Juárez |
| TAR                | Chihuahua-R. Fierro V, Culiacán, Durango, Hermosillo, Mazatlán, Torreón                                                             |
| VivaAerobus        | Cancún, Guadalajara-M. Hidalgo y Costilla, León-Guanajuato (Bajio), Mexico-B. Juárez, Monterrey-M. Escobedo                         |
| Volaris            | Cancún, Culiacán, Guadalajara-M. Hidalgo y Costilla, Hermosillo, León-Guanajuato (Bajio), Mexico-B. Juárez, Tijuana-A. L. Rodríguez |

Édité le 11/02/2020

### Fret
L'aéroport a une capacité de fret importante étant donné sa vocation industrielle. En  2013, il a géré 630 688 kg, en ayant comme principales destinations les villes industrielles du Mexique comme : Chihuahua, Saltillo, Monterrey et Hermosillo.

## Statistiques
Pour des raisons techniques, il est temporairement impossible d'afficher le graphique qui aurait dû être présenté ici.

Voir la requête brute et les sources sur Wikidata.

### Routes plus Transitées

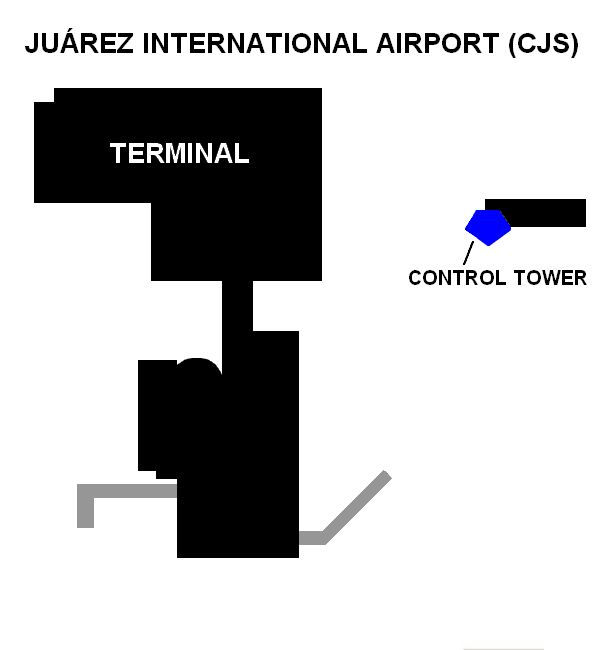
Carte du Terminal.

Les passagers dans cette liste sont ceux qui décollent depuis Ciudad Juárez.
| Nombre | Ville                           | Passagers | Classement    | Compagnie aérienne                                     |
| ------ | ------------------------------- | --------- | ------------- | ------------------------------------------------------ |
| 1      | Mexico, D.F                     | 227,845   | en stagnation | Aeroméxico, Aeroméxico Connect, Interjet, Viva Aerobus |
| 2      | Guadalajara, Jalisco            | 72,099    | en stagnation | Aeroméxico Connect, Viva Aerobus, Volaris              |
| 3      | Monterrey, Nouveau León         | 64,678    | en stagnation | Aeroméxico Connect, Interjet, Viva Aerobus             |
| 4      | Tijuana, Basse Californie       | 26,494    | en stagnation | Aeroméxico Connect, Volaris                            |
| 5      | Chihuahua, Chihuahua            | 17,060    | en stagnation | Aeroméxico Connect, TAR                                |
| 6      | León, Guanajuato                | 9,738     | 2             | Viva Aerobus                                           |
| 7      | Cancun, Quintana je Ronge       | 4,304     | en stagnation | Volaris                                                |
| 8      | Hermosillo, Sonore              | 2,402     | 2             | Aeroméxico Connect, TAR                                |
| 9      | Mazatlán, Sinaloa               | 828       | en stagnation | TAR                                                    |
| 10     | Los Cabos, Basse Californie Sud | 743       | 1             |                                                        |

## Aéroports proches
Les aéroports les plus proches sont :
- Aéroport international d'El Paso (5 km)
- Aéroport régional Alamogordo–White Sands (117 km)
- Aéroport du Comté Grant (188 km)
- Aéroport McClellan-Palomar (207 km)
- Centre aérien international Roswell (237 km)